# Glenn Patching
Glenn Patching (Queensland, Australia, 12 de abril de 1958) es un nadador australiano retirado especializado en pruebas de estilo libre, donde consiguió ser campeón olímpico en 1980 en los 4 x 100 metros estilos.

## Carrera deportiva
En los Juegos Olímpicos de Moscú 1980 ganó la medalla de oro en los relevos de 4 x 100 metros estilos, con un tiempo de 3:45.70 segundos, por delante de la Unión Soviética (plata) y Reino Unido (bronce), siendo sus compañeros de equipo los nadadores: Mark Kerry, Peter Evans, Mark Tonelli y Neil Brooks.